# Championnat de Maurice de football 2011-2012
Navigation
Saison précédente Saison suivante
La saison 2011-2012 de Barclays League est la soixante-neuvième édition de la première division mauricienne. Les dix meilleures équipes du pays s'affrontent en matchs aller et retour au sein d'une poule unique. À la fin du championnat, le dernier du classement est relégué et remplacé par les deux meilleures équipes de deuxième division. Pour la première de son histoire, le championnat est professionnel.
La saison 2011 avait servi de transition et de qualification pour l'établissement d'un championnat professionnel à l'île Maurice, les huit premiers (dix finalement) de la saison 2011 participent à cette saison.

## Les clubs participants
| - AS Port-Louis 2000 - AS de Vacoas-Phoenix - Savanne SC - Pamplemousses SC - Entente Boulet Rouge | - Pointe-aux-Sables Mates - Cercle de Joachim SC - Promu de D2 - AS Rivière du Rempart - Petite Rivière Noire SC - Curepipe Starlight |

## Classement
Le classement est établi sur le barème de points classique (victoire à 3 points, match nul à 1, défaite à 0).
| Rang | Équipe                  | Pts | J  | G  | N | P  | Bp | Bc | Diff |
| ---- | ----------------------- | --- | -- | -- | - | -- | -- | -- | ---- |
| 1    | Pamplemousses SCC       | 38  | 18 | 12 | 2 | 4  | 41 | 20 | +21  |
| 2    | AS Port-Louis 2000T     | 35  | 18 | 11 | 2 | 5  | 30 | 17 | +13  |
| 3    | Cercle de Joachim SCP   | 34  | 18 | 10 | 4 | 4  | 32 | 19 | +13  |
| 4    | Petite Rivière Noire SC | 34  | 18 | 10 | 4 | 4  | 19 | 12 | +7   |
| 5    | AS Rivière du Rempart   | 27  | 18 | 8  | 3 | 7  | 29 | 23 | +6   |
| 6    | AS Vacoas Phoenix       | 24  | 18 | 6  | 6 | 6  | 15 | 18 | -3   |
| 7    | Savanne SC              | 23  | 18 | 7  | 2 | 9  | 24 | 34 | -10  |
| 8    | Curepipe Starlight      | 22  | 18 | 7  | 1 | 10 | 27 | 30 | -3   |
| 9    | Pointe-aux-Sables Mates | 9   | 18 | 2  | 3 | 13 | 11 | 31 | -20  |
| 10   | Entente Boulet RougeP   | 9   | 18 | 2  | 3 | 13 | 20 | 49 | -29  |

| Légende : Qualifications et relégations | Légende : Qualifications et relégations                                                 |
| --------------------------------------- | --------------------------------------------------------------------------------------- |
|                                         | Qualification pour la Coupe des clubs champions de l'océan Indien 2013                  |
|                                         | Relégué en D2                                                                           |
|                                         | T : Tenant du titre P : Promu de deuxième division C : Vainqueur de la Coupe de Maurice |

## Bilan de la saison
| Championnat de Maurice de football 2012          |                             |
| Champion                                         | Pamplemousses SC (3e titre) |
| Coupes et trophées                               |                             |
| Vainqueur de la Coupe de Maurice 2012            | Savanne SC                  |
| Qualifications continentales                     |                             |
| Coupe des clubs champions de l'océan Indien 2013 | Pamplemousses SC            |
| Promotions et relégations                        |                             |
| Promus en Barclays League                        | RR Bolton City              |
| Promus en Barclays League                        | Faucon Flacq SC             |
| Relégués en First League                         | Pointe-aux-Sables Mates     |
| Relégués en First League                         | Entente Boulet Rouge        |